# Агрон (цар на Илирия)
Вижте пояснителната страница за други личности с името Агрон.
Агрон (Agron) e цар на илирийското племе ардиеи. Той наследява баща си Плеврат II и царува от 250 до 230 пр.н.е. над части от Илирия, Епир и остров Корфу.
През 231 пр.н.е. Деметрий II Македонски моли Агрон за съюз против Етолийския съюз. Илирите успяват да победят етолийците и при празненствата той умира от прекалено много пиене на вино.
Той е женен за Тритевта, с която има син Пинес. Втората му съпруга е Тевта, която след смъртта му поема регентството на малолетния Пинес.